# Język amdo
Język amdo (tybet. ཨ་མདོ་སྐད transliteracja Wyliego: a mdo skad; chiń. 安多方言 pinyin: ānduō fāngyán) – język wschodniotybetański, używany w dawnym regionie Amdo (obecnie wschodnia część Tybetańskiego Regionu Autonomicznego, część prowincji Qinghai, zachodni Syczuan i  Gansu). Zachował on większość nagłosowych zbitek spółgłoskowych klasycznego języka tybetańskiego, które nie są wymawiane we współczesnym języku tybetańskim. Obok standardowego (centralnego) języka tybetańskiego używany jest w rozgłośniach radiowych, na piśmie w użyciu jest jednak tylko standardowy język tybetański. Z tego względu język amdo często bywa określany jako dialekt języka tybetańskiego; z poglądem tym nie zgadzają się językoznawcy, wskazując na fakt, że jest on w dużej mierze niezrozumiały zarówno dla użytkowników centralnej odmiany języka tybetańskiego jak i dialektów z regionu Kham. Język amdo nie jest, w przeciwieństwie do standardowego języka tybetańskiego i języka kham, językiem tonalnym. Dzieli się na kilka bardzo różniących się od siebie dialektów: hbrogpa, rongba, rongmahbrogpa, rtahu.